# Lie Yukou
Lie Yukou (列子T, 列子S, Lie Yukou P, LieziW;; fl. V secolo a.C.) è stato un filosofo e mistico cinese.
Tradizionalmente ritenuto vissuto durante il periodo degli Stati Combattenti (circa V secolo a.C.), la sua figura storica è avvolta nel mito e nelle incertezze, e alcuni studiosi moderni mettono in dubbio la sua reale esistenza, considerando il Liezi, il testo a lui attribuito, come una raccolta postuma di pensieri filosofici compilati da autori successivi.
Lie Yukou è considerato uno dei principali esponenti del taoismo, al pari di Laozi e Zhuangzi, anche se il suo pensiero differisce per alcuni aspetti. La sua opera, il Liezi, è una delle opere canoniche del taoismo, e viene spesso citata come un'importante fonte di saggezza taoista insieme al Tao Te Ching e allo Zhuangzi.

## Liezi
Il Liezi (列子) è un'opera composta da otto capitoli, che raccoglie parabole, storie e dialoghi di ispirazione taoista. L'opera esplora temi filosofici come il Tao, il destino, la natura umana e la spontaneità, utilizzando narrazioni che mescolano mitologia, filosofia e fantasia. Ogni capitolo presenta una serie di racconti che espongono insegnamenti morali e spirituali.

## Filosofia
Il pensiero di Lie Yukou si allinea con i principi fondamentali del taoismo, concentrandosi sul concetto del Tao come via naturale dell'universo, da seguire con spontaneità e semplicità. A differenza di Laozi, che esprime il Tao in modo più mistico e astratto, e di Zhuangzi, noto per il suo stile umoristico e paradossale, Liezi adotta un approccio più narrativo, offrendo insegnamenti tramite storie e parabole.

## Eredità
Il Liezi è stato incluso nel canone taoista e continua a essere studiato come una delle opere chiave della filosofia cinese. Nonostante le incertezze sulla figura storica di Lie Yukou, la sua opera ha avuto un impatto duraturo sul pensiero taoista e sulla cultura cinese in generale. Le storie contenute nel Liezi sono spesso utilizzate per insegnare l'importanza della spontaneità, dell'armonia con la natura e della saggezza interiore.

## Critiche
Alcuni studiosi, sia antichi che moderni, hanno messo in dubbio l'autenticità del Liezi e la reale esistenza di Lie Yukou. In epoca Tang, il filosofo Confuciano Liu Zongyuan criticò l'opera, affermando che fosse una compilazione apocrifa successiva, attribuita a Lie Yukou solo per dare autorità ai suoi insegnamenti. Tuttavia, ciò non ha sminuito il valore dell'opera per i taoisti, che continuano a considerarla una fonte preziosa di saggezza.